# 普勞德 (阿拉巴馬州)
普勞德（英語：Pride）是一個位於美國阿拉巴馬州科爾伯特縣的非建制地區。該地的面積和人口皆未知。

## 地理
普勞德的座標為34°43′25″N 87°49′14″W / 34.72361°N 87.82055°W，而該地最高點為海拔高度136米（即446英尺）。